# A-41 (Spanje)

De A-41

De A-41 of Autovía Ciudad Real-Puertollano is een snelweg in Castilië-La Mancha. De snelweg is 34,5 kilometer lang en verbindt Ciudad Real met Puertollano. De weg werd aangelegd tussen 2006 en 2008.